# Блумберга, Ренате
Ренате Блумберга (латыш. Renāte Blumberga, 1971 года, Латвийская ССР) — советский и латвийский учёный. Доктор исторических наук (2002 год, Латвийский университет).
Научная специализация Ренате Блумберги — изучение ливов. Пять лет работала в организации «Ливский берег». С 1997 года работала в ЛУ в Институте латвийской истории, где вела исследования по культуре ливов. Один из создателей и редакторов интернет-портала Livones. Автор более 30 научных работ посвященных ливам. В октябре 2013 года получила награду — премию Балтийской ассамблеи в области науки.